# Tafis
Els tafis (grec antic: Τάφιοι, llatí: Taphii) foren un poble de l'antiga Grècia que apareixen sovint en la mitologia com a pirates a la zona de la mar Jònica. Són presents principalment a l'Odissea, i no semblen diferents dels telèboes, esmentats per autors posteriors. L'heroi epònim dels tafis és Tafi, mentre que el dels telèboes és Telèboas.
Habitaven a les Illes Tàfies, també anomenades Teleboides, entre les actuals Ítaca, Lèucada i la costa d'Acarnània, i són tres illes que actualment reben el nom de Meganisi, Kàlamos i Kastos. L'illa principal, Meganisi, és anomenada Tafos per Homer (també anomenada Ταφιοῦς, Ταφιοῦσσα i Ταφιάς per altres autors); la següent en importància, Kàlamos, rebia el nom de Carnos. Esteve de Bizanci esmenta una ciutat anomenada Tafos situada a Cefal·lènia.
A l'Odissea, el cap dels tafis era Mentes; quan Atena va visitar Telèmac a Ítaca, va assumir la seva figura. Els tafis es consideraven descendents de Perseu per mitjà d'Hipòtoe, mare de Tafi, el seu heroi epònim. El seu rei més famós va ser Pterelau, a qui Posidó va concedir la immortalitat sempre que conservés un rínxol d'or que li creixia al cap. Pterelau estava segur de la seva victòria, però la seva filla Cometo, enamorada del cabdill enemic Amfitrió, li va tallar el rínxol, cosa que provocà la mort de Pterelau i la caiguda del seu regne. Quan Amfitrió tornava amb el botí i amb la filla de Pterelau, Zeus, la nit abans de la seva arribada, va prendre la forma d'Amfitrió i mostrant unes àmfores de Tafis com a prova, es va aparellar amb Alcmena, la seva dona, i va engendrar Hèracles.